# Kamek
Kamek är en fiktiv TV-spelsfigur i Nintendos Mario-serie. Han är en så kallad magikoopa, en sköldpaddsliknande varelse med magiska krafter. Han är en av Kung Bowsers rådgivare, ledare för alla Magikoopas och en högt rankad medlem i Bowsers armé, The Koopa Troop. Han har även fungerat som beskyddare åt Bowser när denne var liten. Han ses ofta flygande på en kvast.

## Utseende
Kamek har, liksom alla Magikoopas, gul hud och ett sköldpaddsliknande utseende. Han klär sig ofta i en blå kappa med en blå spetsig hatt, använder glasögon och bär alltid sin magiska trollstav med sig. I Super Princess Peach bär han dock en lila kappa med en lila spetsig hatt och ett par spetsigare glasögon.

## Biografi
Kamek sågs för första gången i spelet Super Mario World 2: Yoshi's Island där han var spelets huvudfiende. I spelet agerar han beskyddare åt Baby Bowser (Bowser när han var liten). Med hjälp av en stor kristallkula, som hjälper honom att se in i framtiden, förutspår han att Baby Mario och Baby Luigi (som föddes den natten) kommer att orsaka stora problem för Bowser när de växt upp. Därför ger sig Kamek iväg på sin kvast och attackerar storken som kommer flygande med de bägge bröderna. Hans avsikt var att kidnappa dem, men han får bara med sig Baby Luigi, Baby Mario faller ner från himlen och landar på Yoshi's Island. Där träffar han på de vänligt sinnade invånarna på ön, Yoshi's, som hjälper honom genom spelet för att rädda Baby Luigi. Kamek sänder ut sina underhuggare för att leta rätt på Baby Mario och förvandlar under spelet även olika fiender till stora monster. I slutet av spelet får man möta både honom och Baby Bowser i strid. Kamek förvandlar då Baby Bowser till en stor jätte.
Kamek återvänder sedan i Nintendo DS spelet Yoshi Touch & Go, som utspelar sig efter händelserna i Super Mario World 2: Yoshi's Island.
Kamek är även med i Game Boy-spelet Tetris Attack, där han och den då vuxne Bowser kastar en förbannelse över Yoshi's Island och tvingar alla Yoshi's att tjäna Bowser.
I Yoshi's Island DS reser Kamek och Bowser tillbaka till tiden då Bowser var liten för att leta efter och kidnappa sju barn som sägs inneha mystiska krafter. Återigen måste Baby Mario och Yoshi's besegra Kamek och Bowser, men denna gång deras framtida varianter. Även denna gång använder Kamek sin magi på Bowser för att få honom att växa till en jättes storlek.
Kamek dyker upp igen som boss i Super Mario RPG: Legend of the Seven Stars och gör små framträdanden i Mario Kart: Super Circuit och Mario Kart: Double Dash!!
I Mario & Luigi: Partners in Time dyker han upp igen som beskyddare åt Baby Bowser. I spelet försöker han bland annat stoppa Mario-bröderna från att ta sig till Yoshi's Island, där han och Baby Bowser håller sig gömda. I striden mellan honom och bröderna har han 450 HP och attackerar genom att frammana vassa föremål som han slänger på bröderna. Därefter gör han illusioner av sig själv som ser precis likadana ut och uppträder exakt likadant. För att besegra honom kastar man "Multi-Hit" föremål på honom, som då träffar honom själv och alla hans kopior. Därefter attackerar han bröderna med eld-kulor innan han slutligen besegras och försvinner därifrån.
I Mario Party Advance utmanar Kamek spelaren i ett "Mini-Game" och i Mario Party DS dyker han upp som en boss, där man måste besegra honom genom att spruta bläck från en stor penna i ansiktet på honom, vilket försvåras av att Kamek frammanar böcker och andra flygande föremål som attackerar spelaren.
I Super Princess Peach dyker han återigen upp som en boss. Han har fått i uppdrag att vakta den kidnappade Luigi och denna gång antar han själv en gigantisk form under striden.
I Super Mario Galaxy gör han ett kort framträdande i inledningen och skickar iväg Mario ut i rymden.
I New Super Mario Bros. Wii gör han allt för att försvåra Mario-brödernas kamp mot The Koopalings, Bowsers barn. Han dyker även upp som en boss och kidnappar Prinsessan Peach.
Kamek dyker även upp som ett föremål, Kamek Orb, i Mario Party 5-8, där man kan använda honom till att sno andras Orb's, byta plats på olika spelares rutor m.m.
Kamek skulle även ha dykt upp som en spelbar karaktär i Mario Kart 64.

## Förmågor
Kamek har vid många tillfällen setts använda otaliga former av magi, till exempel förstora fiender, frammana fiender och föremål, teleportering, spå i framtiden, hjärntvätteri och är den förste Magikoopa som flugit på en kvast. Förutom detta så är han en expert på att bygga maskiner, till exempel tidsmaskiner och är även en expert på olika typer av spel/tävlingar.